# Championnats d'Afrique de gymnastique rythmique 2025
Navigation
Kigali 2024 Édition suivante
Les championnats d'Afrique de gymnastique rythmique 2025 se déroulent du 2 au 3 mai 2025 au Caire, en Égypte. La compétition est qualificative pour les Championnats du monde de gymnastique rythmique 2025.

## Médaillées
| Épreuve                       | Or                                                 | Argent                                             | Bronze                              |
| ----------------------------- | -------------------------------------------------- | -------------------------------------------------- | ----------------------------------- |
| Finales par équipes seniors   |                                                    |                                                    |                                     |
| Équipes                       | Égypte- Aliaa Saleh - Ledia Behairy - Farida Mansy | Afrique du Sud- Stephanie Dimitrova - Chade Jansen | Angola- Luana Gomes - Aysha Morgado |
| Finales individuelles seniors |                                                    |                                                    |                                     |
| Concours général              | Luana Gomes (ANG)                                  | Alia Ahmed (EGY)                                   | Stephanie Dimitrova (RSA)           |
| Cerceau                       | Alia Ahmed (EGY)                                   | Stephanie Dimitrova (RSA)                          | Farida Mansy (EGY)                  |
| Ballon                        | Alia Ahmed (EGY)                                   | Luana Gomes (ANG)                                  | Stephanie Dimitrova (RSA)           |
| Massues                       | Alia Ahmed (EGY)                                   | Luana Gomes (ANG)                                  | Stephanie Dimitrova (RSA)           |
| Ruban                         | Alia Ahmed (EGY)                                   | Luana Gomes (ANG)                                  | Ledia Behairy (EGY)                 |